# کیم کانگ-مین
کیم کانگ-مین (کره‌ای: 김강민؛ زادهٔ ۲ دسامبر ۱۹۹۸) بازیگر اهل کره جنوبی است. او نخستین بازیگری خود را در مجموعهٔ تلویزیونی لیگ جذاب (۲۰۱۹–۲۰۲۰) انجام داد. او به خاطر ایفای نقش در مجموعهٔ تلویزیونی پلی‌لیست بیمارستان (۲۰۲۰–۲۰۲۱) شناخته می‌شود.

## فیلم‌شناسی

### فیلم
| سال  | عنوان        | نقش       | توضیحات | منابع |
| ---- | ------------ | --------- | ------- | ----- |
| ۲۰۲۱ | تو مای استار | هان جی-وو | وب فیلم | [ ۴ ] |

### مجموعه‌های تلویزیونی
| سال       | عنوان                                  | نقش                     | توضیحات               | منابع  |
| --------- | -------------------------------------- | ----------------------- | --------------------- | ------ |
| ۲۰۱۹      | دراما استیج – عموی من آدری هیپبورن است | همکلاس اوه جو-هو        | درام تک پرده          |        |
| ۲۰۱۹–۲۰۲۰ | لیگ جذاب                               | لی چانگ-کوان            |                       | [ ۵ ]  |
| ۲۰۲۰      | او همه چیز می‌داند                      | به جین-وو               |                       | [ ۶ ]  |
| ۲۰۲۰      | ثبت جوانی                              | مدل مشتاق               | حضور افتخاری (قسمت ۲) |        |
| ۲۰۲۰      | افسانه نه دم                           | پیو جه-هوان             |                       | [ ۷ ]  |
| ۲۰۲۰–۲۰۲۱ | پلی‌لیست بیمارستان                      | ایم چانگ مین            | ۲ فصل                 | [ ۸ ]  |
| ۲۰۲۱      | دارک هول                               | مین-کیو                 |                       | [ ۹ ]  |
| ۲۰۲۱      | در دوردست بهار سبز است                 | دوست‌پسر سابق گونگ می-جو | بازیگر مهمان          |        |
| ۲۰۲۱      | درامای ویژه کی‌بی‌اس – اف۲۰              | سو دو-هوک               | [ نکته ۱ ]            | [ ۱۰ ] |
| ۲۰۲۱–۲۰۲۲ | مدرسه ۲۰۲۱                             | جی هو-سونگ              |                       | [ ۱۱ ] |
| ۲۰۲۲      | اوپنینگ – XX+XY                        | مین هوا-جین             | فصل ۵؛ درام تک پرده   | [ ۱۲ ] |
| ۲۰۲۲      | قاشق طلایی                             | پارک جانگ گون           |                       | [ ۱۳ ] |